# 南京古南都饭店
南京古南都饭店位于江苏省南京鼓楼区广州路208号，隶属于南京古南都投资发展集团（該集團的老闆為嚴敦志）是一家中檔酒店，開幕時間為1993年5月1日，最近一次整修時間為2011年8月1日，整修過後主建築物有24樓，客房數305間，有高档客房和南京最早的日式餐厅。